# JIS X 0201

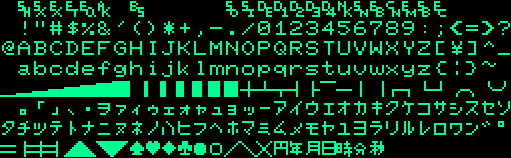
Sada charakterů jedné z implementací JIS X 0201, renderováno ve fontu 8x8 pixelů

JIS X 0201 je první kódování znaků pro reprezentaci japonštiny na počítačích, které dosáhlo širšího uplatnění. Bylo přijato v roce 1969 pod označením JIS C 6220. Norma definuje 7bitové a 8bitové kódování, ale používání 8bitové varianty převládlo. Zkratka JIS je z anglického Japanese Industrial Standards, japonská průmyslová norma. Úplné jméno normy je 7bitové a 8bitové kódované znakové sady pro výměnu informací (japonsky 7ビット及び8ビットの情報交換用符号化文字集合).
Kódy 32–91 a 93–125 jsou ve shodě s ISO/IEC 646 shodné s kódováním ASCII, kódy 161–223 jsou použity pro znaky katakana. Kódování neposkytuje žádný způsob vyjádření znaků hiragana a kandži, proto jej lze použít pouze pro zjednodušený fonetický zápis japonštiny, což bylo do 80. let 20. století přijatelné pro textový výstup počítačových programů, telegramy, doručenky a jiná elektronicky zpracovávaná data.
Kódování JIS X 0201 bylo doplněno dalšími kódy, např. Shift-JIS (který kombinuje JIS X 0201 a JIS X 0208) pro plnohodnotný zápis japonštiny. Tato kódování jsou postupně vytlačována Unicode/ISO 10646.

## Implementační detaily
Prvních 96 kódů JIS X 0201 je japonská varianta ISO/IEC 646, která se liší od ASCII nahrazením zpětného lomítka (\) znakem yen (¥) a vlnovky (~) znakem nadtržítko (‾); dalších 96 kódů jsou především znaky katakana. Řídicí znaky jsou definovány v JIS X 0211.
Náhrada znaku zpětné lomítko symbolem yen způsobuje, že zápis úplných jmen souborů a cest na počítačích s operačním systémem DOS a Microsoft Windows vypadá divně, např. C:¥Program Files¥". Podobný problém je se zápisem escape sekvencí v řetězcích v jazyce C, např. printf("Hello, world.¥n");.

## Struktura kódu
Vysvětlivky:
|  | Alfabetický znak Řídicí znak Číslice Interpunkce | Rozšířená interpunkce Grafický znak Mezinárodní znak Nedefinováno |

|    | _0         | _1         | _2         | _3         | _4         | _5         | _6         | _7         | _8         | _9         | _A         | _B         | _C          | _D         | _E         | _F         |
| 0_ |            |            |            |            |            |            |            |            |            |            |            |            |             |            |            |            |
| 1_ |            |            |            |            |            |            |            |            |            |            |            |            |             |            |            |            |
| 2_ | SP 0020 32 | ! 0021 33  | " 0022 34  | # 0023 35  | $ 0024 36  | % 0025 37  | & 0026 38  | ' 0027 39  | ( 0028 40  | ) 0029 41  | * 002A 42  | + 002B 43  | , 002C 44   | - 002D 45  | . 002E 46  | / 002F 47  |
| 3_ | 0 0030 48  | 1 0031 49  | 2 0032 50  | 3 0033 51  | 4 0034 52  | 5 0035 53  | 6 0036 54  | 7 0037 55  | 8 0038 56  | 9 0039 57  | : 003A 58  | ; 003B 59  | < 003C 60   | = 003D 61  | > 003E 62  | ? 003F 63  |
| 4_ | @ 0040 64  | A 0041 65  | B 0042 66  | C 0043 67  | D 0044 68  | E 0045 69  | F 0046 70  | G 0047 71  | H 0048 72  | I 0049 73  | J 004A 74  | K 004B 75  | L 004C 76   | M 004D 77  | N 004E 78  | O 004F 79  |
| 5_ | P 0050 80  | Q 0051 81  | R 0052 82  | S 0053 83  | T 0054 84  | U 0055 85  | V 0056 86  | W 0057 87  | X 0058 88  | Y 0059 89  | Z 005A 90  | [ 005B 91  | ¥ 00A5 92   | ] 005D 93  | ^ 005E 94  | _ 005F 95  |
| 6_ | ` 0060 96  | a 0061 97  | b 0062 98  | c 0063 99  | d 0064 100 | e 0065 101 | f 0066 102 | g 0067 103 | h 0068 104 | i 0069 105 | j 006A 106 | k 006B 107 | l 006C 108  | m 006D 109 | n 006E 110 | o 006F 111 |
| 7_ | p 0070 112 | q 0071 113 | r 0072 114 | s 0073 115 | t 0074 116 | u 0075 117 | v 0076 118 | w 0077 119 | x 0078 120 | y 0079 121 | z 007A 122 | { 007B 123 | \| 007C 124 | } 007D 125 | ‾ 203E 126 |            |
| 8_ |            |            |            |            |            |            |            |            |            |            |            |            |             |            |            |            |
| 9_ |            |            |            |            |            |            |            |            |            |            |            |            |             |            |            |            |
| A_ |            | ｡ FF61 161 | ｢ FF62 162 | ｣ FF63 163 | ､ FF64 164 | ･ FF65 165 | ｦ FF66 166 | ｧ FF67 167 | ｨ FF68 168 | ｩ FF69 169 | ｪ FF6A 170 | ｫ FF6B 171 | ｬ FF6C 172  | ｭ FF6D 173 | ｮ FF6E 174 | ｯ FF6F 175 |
| B_ | ｰ FF70 176 | ｱ FF71 177 | ｲ FF72 178 | ｳ FF73 179 | ｴ FF74 180 | ｵ FF75 181 | ｶ FF76 182 | ｷ FF77 183 | ｸ FF78 184 | ｹ FF79 185 | ｺ FF7A 186 | ｻ FF7B 187 | ｼ FF7C 188  | ｽ FF7D 189 | ｾ FF7E 190 | ｿ FF7F 191 |
| C_ | ﾀ FF80 192 | ﾁ FF81 193 | ﾂ FF82 194 | ﾃ FF83 195 | ﾄ FF84 196 | ﾅ FF85 197 | ﾆ FF86 198 | ﾇ FF87 199 | ﾈ FF88 200 | ﾉ FF89 201 | ﾊ FF8A 202 | ﾋ FF8B 203 | ﾌ FF8C 204  | ﾍ FF8D 205 | ﾎ FF8E 206 | ﾏ FF8F 207 |
| D_ | ﾐ FF90 208 | ﾑ FF91 209 | ﾒ FF92 210 | ﾓ FF93 211 | ﾔ FF94 212 | ﾕ FF95 213 | ﾖ FF96 214 | ﾗ FF97 215 | ﾘ FF98 216 | ﾙ FF99 217 | ﾚ FF9A 218 | ﾛ FF9B 219 | ﾜ FF9C 220  | ﾝ FF9D 221 | ﾞ FF9E 222 | ﾟ FF9F 223 |
| E_ |            |            |            |            |            |            |            |            |            |            |            |            |             |            |            |            |
| F_ |            |            |            |            |            |            |            |            |            |            |            |            |             |            |            |            |
|    | _0         | _1         | _2         | _3         | _4         | _5         | _6         | _7         | _8         | _9         | _A         | _B         | _C          | _D         | _E         | _F         |